# العلاقات الإيرانية الكولومبية
العلاقات الإيرانية الكولومبية هي العلاقات الثنائية التي تجمع بين إيران وكولومبيا.

## مقارنة بين البلدين
هذه مقارنة عامة ومرجعية للدولتين:
| وجه المقارنة                                              | إيران                    | كولومبيا        |
| --------------------------------------------------------- | ------------------------ | --------------- |
| المساحة (كم2)                                             | 1.65 مليون               | 1.14 مليون      |
| عدد السكان (نسمة)                                         | 79.97 مليون              | 49.07 مليون     |
| الكثافة السكانية (ن./كم²)                                 | 48.47                    | 43.04           |
| العاصمة                                                   | طهران                    | بوغوتا          |
| اللغة الرسمية                                             | لغة فارسية               | اللغة الإسبانية |
| العملة                                                    | ريال إيراني              | بيزو كولومبي    |
| الناتج المحلي الإجمالي (بليون دولار)                      | 439.51 مليار             | 309.19 مليار    |
| الناتج المحلي الإجمالي (تعادل القوة الشرائية) بليون دولار | 1.36 تريليون             | 724.96 مليار    |
| الناتج المحلي الإجمالي الاسمي للفرد دولار أمريكي          |                          | 7.60 ألف        |
| الناتج المحلي الإجمالي للفرد دولار أمريكي                 |                          | 13.36 ألف       |
| مؤشر التنمية البشرية                                      | 0.766                    | 0.720           |
| رمز المكالمات الدولي                                      | +98                      | +57             |
| رمز الإنترنت                                              | .ir،                     | .co             |
| المنطقة الزمنية                                           | ت ع م+03:30، توقيت إيران | 00              |

## منظمات دولية مشتركة
يشترك البلدان في عضوية مجموعة من المنظمات الدولية، منها:
| علم المنظمة | اسم المنظمة                        | تاريخ انضمام إيران | تاريخ انضمام كولومبيا |
| ----------- | ---------------------------------- | ------------------ | --------------------- |
|             | مؤسسة التنمية الدولية              | 10 أكتوبر 1960     | 16 يونيو 1961         |
|             | يونسكو                             | 6 سبتمبر 1948      | 31 أكتوبر 1947        |
|             | وكالة ضمان الاستثمار متعدد الأطراف | 15 ديسمبر 2003     | 30 نوفمبر 1995        |
|             | الأمم المتحدة                      | 24 أكتوبر 1945     | 5 نوفمبر 1945         |
|             | الفريق المعني برصد الأرض           | ?                  | ?                     |
|             | الاتحاد البريدي العالمي            | ?                  | ?                     |
|             | البنك الدولي للإنشاء والتعمير      | 29 ديسمبر 1945     | 24 ديسمبر 1946        |
|             | المنظمة الهيدروغرافية الدولية      | ?                  | ?                     |
|             | منظمة حظر الأسلحة الكيميائية       | ?                  | ?                     |
|             | مؤسسة التمويل الدولية              | 28 ديسمبر 1956     | 20 يوليو 1956         |
|             | منظمة الشرطة الجنائية الدولية      | ?                  | ?                     |

## وصلات خارجية
- موقع وزارة الخارجية الإيرانية